# Джангамахинский сельсовет
Джангамахинский сельсовет — административно-территориальная единица и муниципальное образование со статусом сельского поселения в Левашинском районе Дагестана Российской Федерации.
Административный центр — село Джангамахи.

## Население
| 2002  | 2010 | 2012 | 2013 | 2014  | 2015  | 2016  |
| ----- | ---- | ---- | ---- | ----- | ----- | ----- |
| 559   | ↗772 | ↗791 | ↗795 | ↘784  | ↘782  | ↘781  |
| 2017  | 2018 | 2019 | 2020 | 2021  | 2023  | 2024  |
| ↗791  | ↗795 | ↗815 | ↗832 | ↗1281 | ↗1295 | ↗1303 |
| 2025  |      |      |      |       |       |       |
| →1303 |      |      |      |       |       |       |

## Состав
| № | Населённый пункт | Тип населённого пункта       | Население |
| - | ---------------- | ---------------------------- | --------- |
| 1 | Джангамахи       | село, административный центр | ↗1143     |
| 2 | Элакатмахи       | село                         | ↗138      |